# Simone Victoria
Simone Victoria (Santa María Tecajete, Hidalgo, 19 de septiembre de 1970) es una actriz mexicana, que ha participado en varias telenovelas, ha actuado en cine, teatro y cortometrajes. Su debut en televisión fue en 1996, con la telenovela Nada personal.

## Biografía
Nació en Santa María Tecajete, Hidalgo, México. Estudió en el Instituto Nacional de Bellas Artes. Luego de salir de este estudia con maestros como Héctor Mendoza y Ludwik Margules. Tomó cursos de clown con la compañía Ómnibus de Quebec, de voz con la compañía Roy Hart de Francia. Recientemente tomó un curso de comedia con Mónica Cabrera de Argentina, y con Astrid Hadad sobre la estética del cabaret. 
En el teatro, ha pertenecido a compañías como Circo Raus de Israel Cortés y Compañía Italia, de Adalberto Rossetti y en esa misma compañía se le vio casi en 30 montajes con varios actores teatrales de México. Sus obras más recordadas en las compañías son: El fin justifica el principito, Personajes Fantásticos y Mitos Dichos y Bichos. 
Se le vio iniciando su trayectoria televisiva en TV Azteca, con Nada personal, de 1996. En 1998 actuó en Perla, protagonizada por Silvia Navarro. También actuó en Como en el cine, donde interpretó a Lulú, teniendo de protagonista a Lorena Rojas. Apareció en el episodio "El otro oficio de mamá", en el unitario Lo que callamos las mujeres, en 2001. En 2003, participa en Un nuevo amor, como Luisa y protagonizada por Vanessa Acosta. De 2004 a 2005 actuó en Los Sánchez, donde interpretó a Dulcinea. 
En 2007 apareció en Cambio de vida. En 2008, actuó en Cachito de mi corazón, interpretando a Macarena, protagonizada por Amaranta Ruiz. En 2011, tiene un papel estelar en Cielo rojo, interpretando a Carolina Vidal y teniendo de protagonista a Edith González. En 2012, actúa en Los Rey, interpretando a Tisha, protagonizada por Rossana Nájera. En 2014 fue contratada por Telemundo para interpretar a Socorro en La impostora, protagonizada por Lisette Morelos.

## Filmografía

### Televisión
- La doña (2016-2020) - Magdalena Sánchez
- La impostora (2014) - Socorro Sánchez
- Los Rey (2012) - Tisha
- Cielo rojo (2011) - Carolina Vidal
- Cachito de mi corazón (2008) - Macarena
- Cambio de vida (2007)
- Los Sánchez (2004-05) - Dulcinea
- Un nuevo amor (2003) - Luisa
- Como en el cine (2001) - Lulú
- Perla (1998)
- Nada personal (1996)

### Unitarios
- Esta historia me suena (2023) - 1 Episodio[4]
- Rutas de la vida (2022) - Doña Socorro
- Un día para vivir (2022) - Mirna[5]
- Lo que callamos las mujeres (2001)
- Rutas de la vida (2022) - Doña Socorro
- A cada quien su santo (2009)